# Agrégation d'espagnol
Les concours d'agrégation (externe et interne) d'espagnol sont organisés pour le recrutement des professeurs agrégés d'espagnol. 

## Histoire
L'agrégation d'espagnol est créée en 1900, en même temps que celle d'italien ; le président du jury des premières sessions est Alfred Morel-Fatio. Les deux concours, liés au départ, prennent par la suite des directions différentes du point de vue de leur contenu.

## Le programme

### Agrégation externe
Le programme de l'agrégation externe s'organise autour de trois grands axes : langue, littérature et civilisation, qui font tous trois l'objet d'une évaluation. Une série de deux à trois questions (thèmes) est imposée pour chacun de ces axes, pour une durée de deux ans. Le programme se renouvelle par moitié à chaque session.

#### Langue

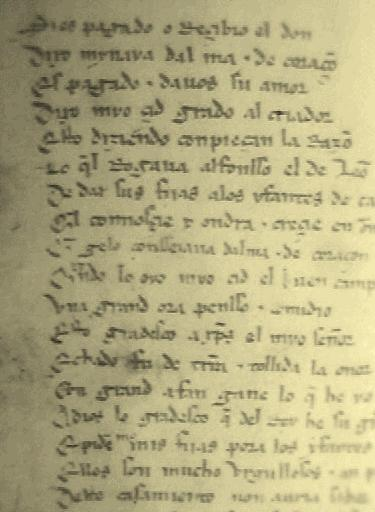
Le Cantar del Mío Cid, exemple de texte pour l'étude de linguistique médiévale.

Le programme impose une étude de la linguistique espagnole médiévale et moderne. Une ou plusieurs œuvres littéraires (ou des segments d’œuvres) sont sélectionnées pour chacune des deux périodes et servent d'appui à une étude linguistique. Pour la session 2008, l'étude d'un texte classique du XVIe siècle était également au programme. L'évaluation a lieu lors des épreuves orales d'admission. Le candidat doit, à travers ce programme, acquérir des connaissances en phonétique, phonétique historique, sémantique, syntaxe, morphosyntaxe, et ainsi pouvoir maîtriser les caractéristiques essentielles de la langue espagnole.
Par ailleurs, les candidats sont invités à s'entraîner à la traduction littéraire. Une épreuve de thème et de version est organisée lors des épreuves écrites d'admissibilité. Pour cela, le candidat est invité à se préparer à travers la lecture et l’étude de textes littéraires français et espagnols, pour acquérir et dominer le champ le plus étendu possible de connaissances en termes de lexique, de grammaire, de syntaxe espagnols, et démontrer ainsi sa capacité à passer de la langue française à espagnole.

#### Littérature

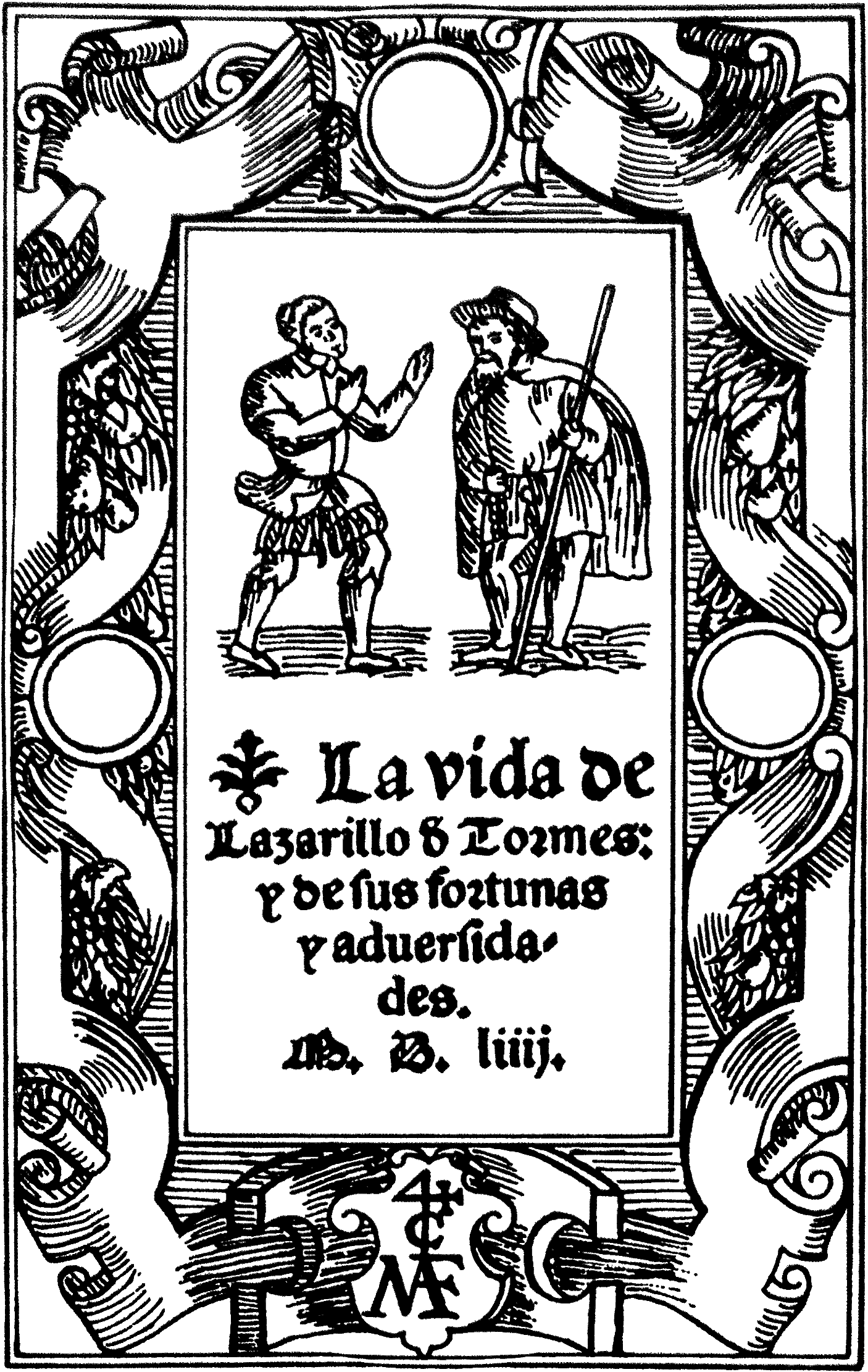
La vida de Lazarillo de Tormes, au programme de l’agrégation externe en 2007 et 2008.

À chaque session, le programme de littérature propose en deux voire trois questions un échantillon représentatif de la richesse et de la diversité de la littérature en langue castillane. Les questions peuvent être tournées vers :
- l’étude d’une œuvre particulière (p.e. : le Libro de Buen Amor de Juan Ruiz, Archiprêtre d'Hita, au programme des sessions 2006 et 2007),
- d’un courant littéraire (p.e. : le roman picaresque, au programme des sessions 2007 et 2008),
- d’une thématique littéraire (p.e. : l’écriture de la domination dans la littérature hispano-américaine, au programme des sessions 2005 et 2006),
- d’un auteur (p.e. : Lope de Vega entre deux genres, aux sessions 2002 et 2003),
- d’une zone géographique (p.e. : écrire le Mexique, en 1999 et 2000),
- d’une époque (p.e. : aspects de l’exil de 1939 dans la poésie espagnole, en 2003 et 2004).

Les programmes reflètent par ailleurs la diversité historique et géographique de la littérature en langue castillane, en proposant, d’une part, au moins une question de littérature classique ou médiévale (p.e. : en 2001, une question sur le théâtre de Calderón de la Barca, auteur du XVIIe siècle, et une autre sur la poésie de Pablo Neruda, poète du XXe siècle), et, d’autre part, une question relative à des auteurs hispano-américains (p.e. : en 2007, le Libro de Buen Amor, texte espagnol du XIVe siècle, et le thème « la mémoire de la dictature au Chili et en Argentine »).

#### Civilisation

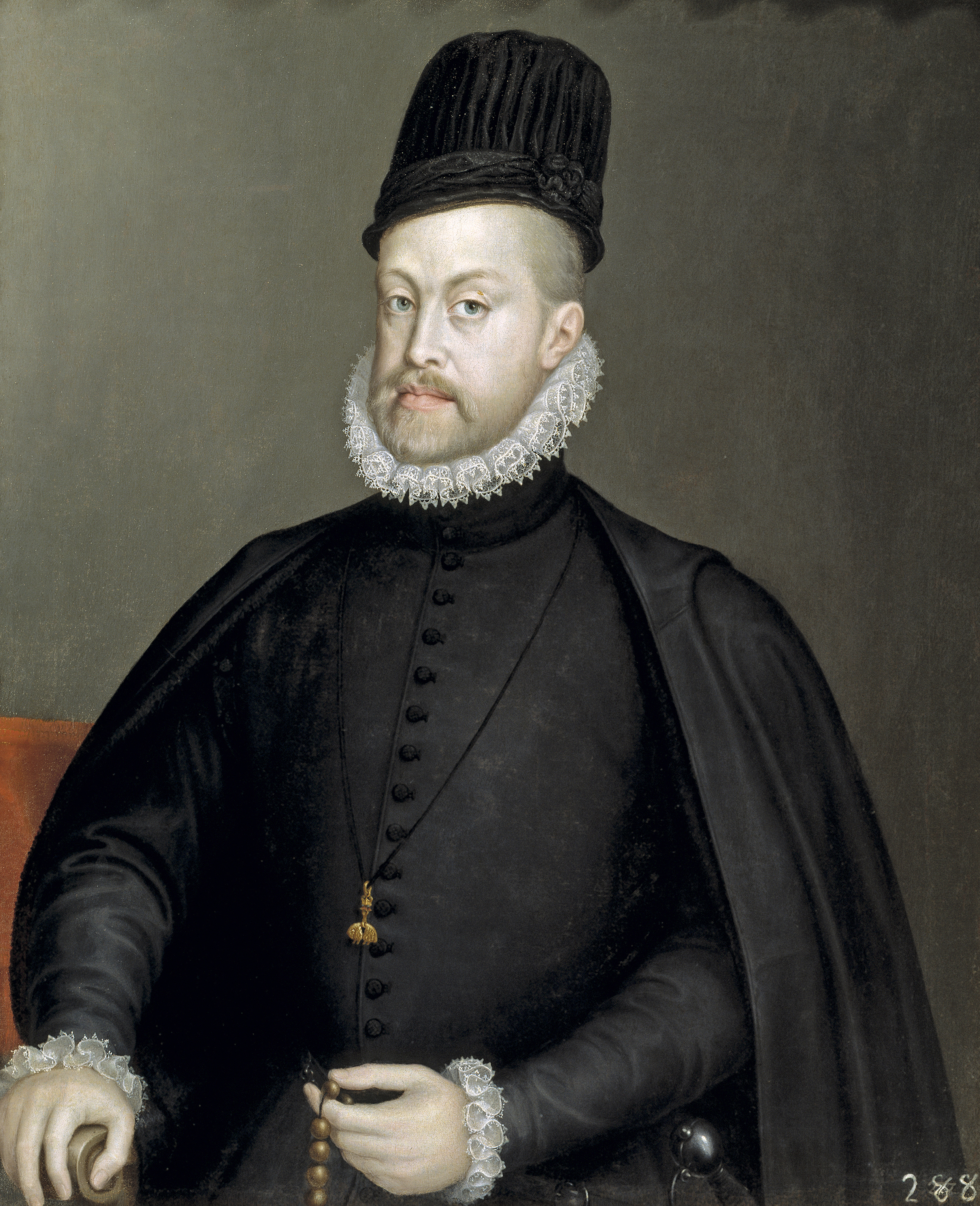
Philippe II, au programme de l’agrégation externe en 1999 et 2000.

Le programme de civilisation est composé de deux questions pouvant porter sur l’Espagne ou, plus occasionnellement, sur les pays d'Amérique latine. Les questions proposées sont susceptibles d’aborder toutes les périodes de l’histoire :
- médiévale (p.e. : la chevalerie en Castille à la fin du Moyen Âge, en 2000 et 2001),
- moderne (p.e. : la Monarchie catholique de Philippe II, en 1999 et 2000),
- contemporaine (p.e. : l’armée dans la société espagnole, en 2002 et 2003).

Les sujets sont établis de manière à pouvoir traiter des questions pluridisciplinaires, dépassant le strict cadre historique événementiel : questions de société, politiques, culturelles, religieuses. Ainsi, par exemple, le sujet « Les nationalismes en Espagne (1876-1978) » invitait à réfléchir sur les origines et les répercussions politiques et sociales des mouvements nationalistes périphériques depuis la fin de la troisième guerre carliste (qui eut pour théâtre principal le Pays basque et la Navarre) jusqu’à l’avènement de la nouvelle constitution espagnole en 1978.
De la même manière, la question portant sur l’Inquisition espagnole amenait à étudier l’évolution de l’institution, des divers moyens mis à sa disposition, de son rayon d’action, et, au-delà, sur les liens entre pouvoir royal et religion, et les conséquences sur la société espagnole du XVIe siècle. La question traitait donc un éventail très large de sujets, allant de la religion à la politique, en passant par des considérations sociétales et intellectuelles.

#### Options
Chaque candidat est tenu de choisir une option, qui donnera lieu à une interrogation lors des épreuves orales d’admission. Trois options sont proposées : catalan, latin et portugais. Le programme précise chaque année l’œuvre littéraire au programme de chacune de ces langues.

### Agrégation interne
L’agrégation interne, si elle se caractérise par un niveau d’exigences à peu près identique à celui du concours externe, se distingue de ce dernier par un programme moins complet.
Le programme de littérature se compose de trois à cinq œuvres littéraires, dont certaines peuvent figurer au programme du concours externe. Néanmoins, contrairement à l’agrégation externe, les œuvres au programme  sont habituellement autonomes, en ce sens qu’elles constituent l’unique objet d’étude et n’entrent pas dans une thématique particulière.
Depuis 2004, le programme du concours interne intègre une question de civilisation reprise du programme du concours externe.
Dans le domaine de la langue, les candidats sont invités à se préparer aux épreuves de traduction, ce qui suppose un travail sur le lexique, la grammaire, etc. identique à celui de l’agrégation externe.

## Les épreuves
Les concours externe et interne de l’agrégation d’espagnol se composent de deux groupes d’épreuves : les épreuves écrites d’admissibilité et les épreuves orales d’admission.

### Agrégation externe
- Épreuves écrites d’admissibilité :
  - Composition en espagnol. Elle consiste en une dissertation à partir d’une citation portant sur une des questions au programme de littérature ou de civilisation. Sont évaluées dans le cadre de cette épreuve la maîtrise de la question au programme (des connaissances très précises sont exigées du candidat), la capacité à élaborer une réflexion personnelle argumentée sur le sujet, la capacité à structurer cette réflexion, ainsi que la capacité à rédiger dans un espagnol soutenu et adapté au sujet et au niveau du concours ;
  - Traduction. Cette épreuve est composée d’un thème et d’une version. Les deux textes proposés aux candidats reflètent la richesse et la diversité des littératures française et espagnole : diversité historique, diversité esthétique, … 
Généralement, le texte espagnol proposé dans le cadre de la version est un extrait d’une œuvre littéraire espagnole des XVI, XVII ou XVIIIe siècle. Il est attendu du candidat qu’il fasse preuve à travers sa traduction, d’une connaissance du contexte historique et littéraire lui permettant de saisir toute la portée de l’extrait, et d’une maîtrise de la langue espagnole tant moderne que classique (syntaxe, morphologie, lexique, …). Ces exigences doivent conduire le candidat à proposer une traduction fidèle à la lettre du texte espagnol, et faisant preuve d’un parfait maniement de la langue française. 
Les textes français proposés pour le thème sont en principe tirés d’œuvres littéraires françaises du XIXe ou du XXe siècle, exceptionnellement du XVIIIe siècle. Outre une bonne connaissance du contexte historique et culturel de l’extrait, le candidat doit faire preuve de sa maîtrise de la langue française, dans le but de saisir toutes les nuances de la pensée de l’auteur. Il lui est ensuite demandé de restituer dans un espagnol précis et fidèle le texte, ce qui nécessite de sa part la mobilisation de ses connaissances en langue castillane, le lexique choisi ainsi que la syntaxe, devant non seulement être conforme aux règles de la langue mais également refléter l’esprit et les subtilités du texte source en français. Les deux traductions font l’objet d’une notation commune depuis la session 2007. Auparavant, la version et le thème constituaient deux épreuves distinctes.
  - Composition en français. Elle consiste en une dissertation à partir d’une citation portant sur une des questions au programme de littérature ou de civilisation. Sont évaluées dans le cadre de cette épreuve la maîtrise de la question au programme (des connaissances très précises sont exigées du candidat), la capacité à élaborer une réflexion personnelle argumentée sur le sujet, la capacité à structurer cette réflexion, ainsi que la capacité à rédiger dans un français soutenu et approprié au degré d’exigences du concours.

| Épreuve                                  | Durée | Coefficient |
| Épreuves d’admissibilité - récapitulatif |       |             |
| 1. Composition en espagnol               | 7h00  | 2           |
| 2. Traduction (thème et version)         | 6h00  | 3           |
| 3. Composition en français               | 7h00  | 2           |

- Épreuves orales d’admission :
  - Explication en langue espagnole. Un extrait d’une des œuvres au programme de littérature est donné au candidat, qui doit, en espagnol, présenter aux examinateurs une explication précise et argumentée du texte.
  - Leçon. Cette épreuve, en espagnol (depuis 2007), est, selon l’avis de tous, l’épreuve reine de l’agrégation. Le candidat est tenu de présenter au jury une leçon sur un aspect particulier d’une des questions au programme (par exemple, à la session 2006 : « Le politique et le religieux dans l’empire de Charles Quint », ou encore « La subversion dans le Libro de Buen Amor »), en fondant son exposé en fonction d’une problématique et en mobilisant toutes ses connaissances et ses capacités de réflexion, la leçon n’étant pas la récitation d’un cours, mais bel et bien un travail de réflexion et d’argumentation sur un sujet donné.
  - Explication linguistique. Après avoir lu un fragment du texte fourni par le jury (et issu des œuvres au programme), le candidat doit justifier sa lecture en expliquant les phénomènes phonétiques les plus marquants (ce qui suppose, dans le cadre de l’étude d’un texte médiéval, de restituer oralement les phonèmes selon leur prononciation de l’époque), sans omettre les questions de graphie et de phonétique évolutive (expliquer l’évolution des phonèmes dans le temps). Viennent ensuite des explications sur des phénomènes sémantiques, morphologiques et morphosyntaxiques mis en lumière dans le texte. L’exposé se termine généralement par la traduction du fragment en début d’interrogation.
  - Explication en français. Il est demandé au candidat de présenter l’explication d’un texte extrait de l’œuvre au programme de l’option choisie au moment de l’inscription : catalan, latin ou portugais.

| Épreuve | Préparation | Durée maximale                           | Coefficient |
| Épreuves d’admission - récapitulatif |             |                                          |             |
| 1. Explication en espagnol d’un texte issu du programme de littérature, suivi d’un entretien avec le jury                                                   | 2h00        | 0h45 Explication : 0h30 Entretien : 0h15 | 3           |
| 2. Leçon en espagnol portant sur un aspect d’une question du programme de littérature ou de civilisation, suivie d’un entretien avec le jury                | 5h00        | 0h45 Leçon : 0h30 Entretien : 0h15       | 3           |
| 3. Explication linguistique en français d’un texte issu d’une des œuvres au programme                                                                       | 2h00        | 0h45 Explication : 0h30 entretien : 0h15 | 2           |
| 4. Explication en français d’un texte extrait de l’œuvre au programme de l’option choisie (catalan, latin ou portugais), suivie d'un entretien avec le jury | 1h30        | 0h45 Explication : 0h30 Entretien : 0h15 | 1           |

### Agrégation interne
- Épreuves écrites d’admissibilité :
  - Composition en espagnol. Elle consiste en une dissertation à partir d’une citation portant sur une des questions au programme de littérature ou de civilisation. Les qualités attendues du candidat sont les mêmes qu’à l’épreuve du même nom à l’agrégation externe.
  - Traduction. L’épreuve est à peu près identique à celle de l’agrégation externe, tout au moins en ce qui concerne ses objectifs et ses exigences. Les textes sont néanmoins plus brefs, et surtout, les candidats sont invités à justifier leur traduction sur un ou plusieurs segments désignés par le jury.

| Épreuve                                  | Durée | Coefficient |
| Épreuves d’admissibilité - récapitulatif |       |             |
| 1. Composition en espagnol               | 7h00  | 1           |
| 2. Traduction (thème et version)         | 5h00  | 1           |

- Épreuves orales d’admission :
 Elles se distinguent nettement des épreuves orales du concours externe, très universitaire, par leur dimension pédagogique, les candidats étant supposés avoir déjà enseigné.
  - Exposé de la préparation d’un cours. Prenant appui sur un dossier composé de documents de nature diverse, le candidat est invité à exposer en français la manière dont il entend faire cours à des élèves, selon les consignes du sujet.
  - Explication en espagnol. Le candidat admissible est tenu de présenter l’explication d’un texte issu du programme de littérature. L’exposé est suivi d’un thème oral improvisé, éventuellement agrémenté d’explications de faits de langue (portant sur la morphologie, la grammaire, …). L’entretien qui suit peut comprendre l’écoute d’un document audiovisuel, dont le candidat rend compte et discute avec le jury, en espagnol.

| Épreuve | Préparation | Durée maximale                                    | Coefficient |
| Épreuves d’admission - récapitulatif |             |                                                   |             |
| 1. Exposé en français de la préparation d’un cours, suivi d’un entretien avec le jury | 3h00        | 1h00 Exposé : 0h40 Entretien : 0h20               | 2           |
| 2. Explication en espagnol d’un texte issu d’une des œuvres au programme de littérature, accompagnée d’un thème oral et d’explication de faits de langue, puis suivie d’un entretien avec le jury comprenant l’écoute puis le commentaire d’un document audiovisuel | 3h00        | 1h00 Explication et thème : 0h30 Entretien : 0h30 | 2           |

## Agrégés d'espagnol
- Jacques Ancet
- Marcel Bataillon
- Jean Canavaggio
- Maurice-Edgar Coindreau
- Florence Delay
- Claude Esteban
- Robert Omnes
- Bernard Pottier
- Jean-Daniel Rohart
- Pierre Vilar
- Éric Freysselinard
- Bernard Sesé
- Karim Benmiloud
- Robert Jammes